# NGC 6463
NGC 6463 је елиптична галаксија у сазвежђу Змај која се налази на NGC листи објеката дубоког неба.
Деклинација објекта је + 67° 36' 15" а ректасцензија 17h 43m 34,2s. Привидна величина (магнитуда) објекта NGC 6463 износи 14,3 а фотографска магнитуда 15,3. NGC 6463 је још познат и под ознакама MCG 11-21-22, CGCG 321-37, CGCG 322-7, NPM1G +67.0152, PGC 60755.